# Rosácea (arquitetura)

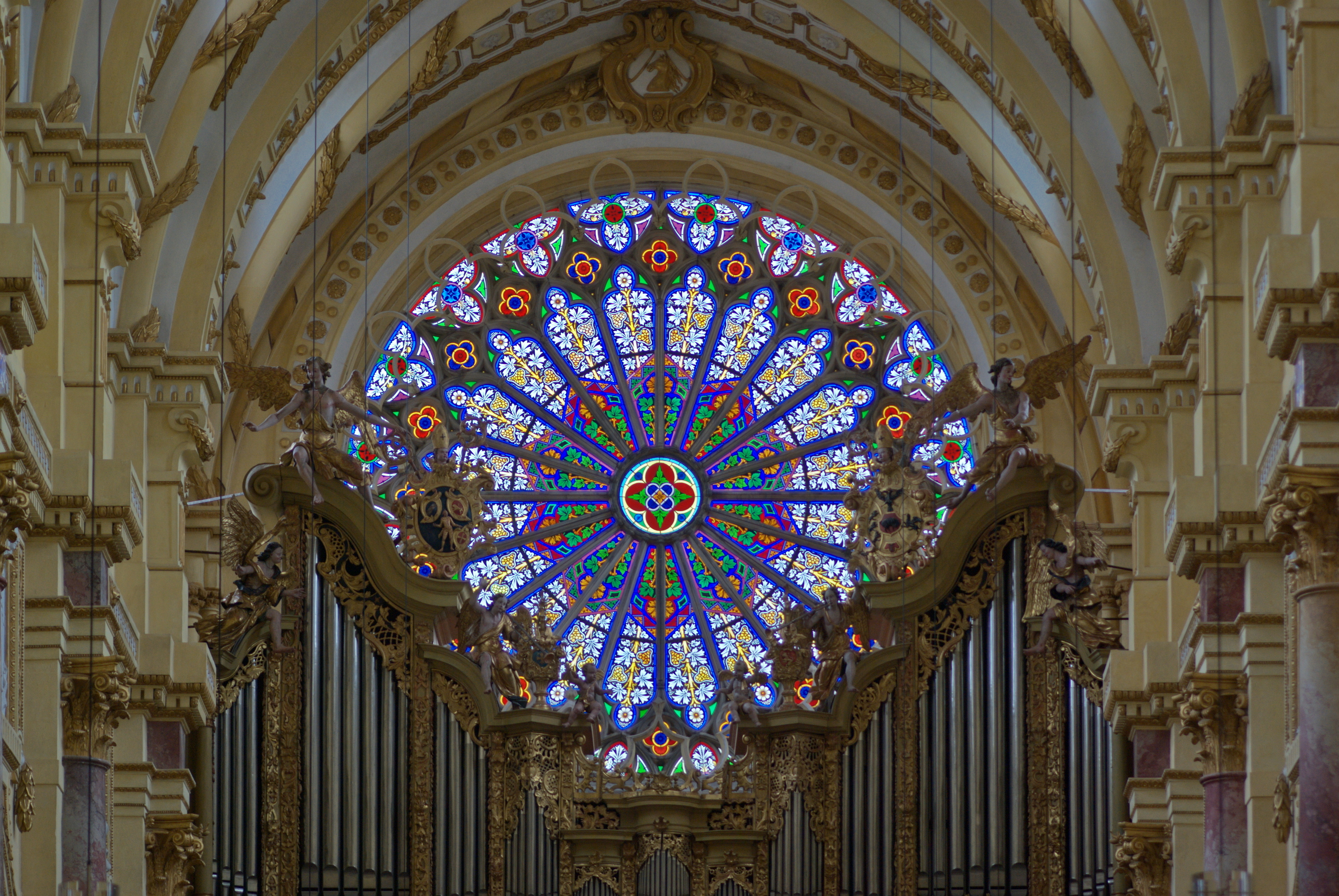
Rosácea vista do interior da igreja de Kloster Ebrach em Ebrach, Alemanha.

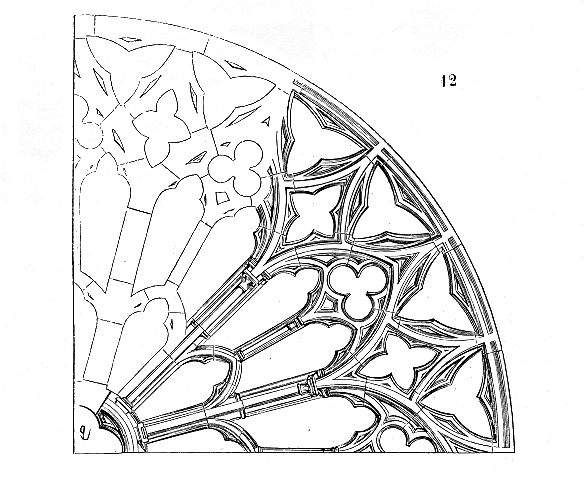
Detalhe de rosácea do século XIII, ilustração de 1856.

A rosácea é um ornamental usado no seu auge em catedrais durante o período gótico. Dentro do eixo condutor deste período artístico, a rosácea transmite, através da luz e da cor, o contato com a espiritualidade e a ascensão ao sagrado.

## Caracterização
Trata-se de uma abertura circular onde um desenho geométrico de bandas de pedra (traceria) é preenchido com vidro colorido, vitral. As cores são fortes, acentuando o realismo da representação pela combinação de variados tons da mesma cor.
- Localização na catedral

A rosácea apresenta-se sobre o portal da fachada principal a Oeste ou no transepto, em pelo menos um dos seus extremos.
- Temas de representação

A decoração é feita no sentido radial, estilizando a representação das pétalas de uma rosa (daí o nome), e relata a história bíblica de uma figura que surge ao centro da composição. Os temas mais retratados abrangem a Virgem com o Menino, cenas da vida de Cristo e dos apóstolos e as mais variadas histórias bíblicas. Raramente se observam símbolos zodiacais ou das estações do ano, assim como referências a heráldica medieval.
- Metamorfose formal

A rosácea teve origem no oculus romano transformando-se em janela durante o período românico. Acompanhando, em meados do século XII, o desenvolvimento do gótico e as suas inovações técnicas, em que ao direccionar e distribuir o peso pelas abóbadas e pelos contrafortes se torna possível “abrir” grandes vãos de parede à entrada da luz, a rosácea acaba por aumentar consideravelmente as suas dimensões. A meados do século XIII pode já abranger a largura total da nave. 
Nas suas primeiras aparições surge sob um arco circular, como são exemplo disso as rosáceas da Catedral de Mantes, da Catedral de Notre-Dame de Paris, da Catedral de Laon e da Catedral de Chartres e, mais tarde, sob um arco quebrado, como se observa na Catedral de Reims. Em seguida passa a ser inscrita num quadrado, como no extremo sul do transepto da Catedral de Notre Dame em Paris e uma última transformação remete ainda a rosácea para o centro de uma composição de janelas, cobrindo a totalidade da fachada do transepto, como se pode constatar na Catedral de Rouen. No gótico flamejante (gótico tardio) as subdivisões de pedra da rosácea passam a ter um desenho rendilhado de curvas extremamente intrincado (traceria).

## Simbologia cristã
A rosácea é uma roda raiada que simboliza, segundo a tradição Cristã, o domínio de Cristo na Terra. Muitas vezes no centro da rosácea das igrejas medievais (romanicas e góticas) está a figura de Cristo que indica o papel decisivo do Salvador no centro do projeto escatológico divino.
A rosácea indicava também, nas igrejas de arquitectura românica, a roda da Fortuna (como nas fachadas da Basílica de San Zeno em Verona e da Catedral de Trento). Convém ainda lembrar que na Idade Média o teocentrismo era dominante e que o próprio Dante definiu a Fortuna como uma inteligência angelical cuja sede estaria no Empíreo e opera entre os homens dentro da estrutura de um plano divino (Inferno, sétimo canto, 67-96). É retratada por Dante com uma roda (Inferno, décimo quinto canto, 95-96
A rosácea "explica claramente a ciclicidade da fortuna humana e confina o tempo dos homens na incomensurabilidade do tempo de Deus".
O significado simbólico da rosácea está, portanto, em estreita relação com o círculo que, enquanto “linha infinita”, sem princípio e sem fim, é símbolo de Deus, e com a roda, símbolo da eternidade. É o centro da história da salvação, o centro do fluxo do tempo dos homens. Por vezes, as figuras humanas são colocadas fora de algumas rosáceas: uma lembrança da incoerência, da precariedade das coisas profanas. Outras vezes, os símbolos dos evangelistas (os tetramorfos) são encontrados para lembrar que do centro-Cristo a palavra da salvação emana e espalha-se pelo mundo.